# Трубайцовский сельский совет
Трубайцовский сельский совет (укр. Трубайцівська сільська рада) — входит в состав Хорольского района Полтавской области Украины.
Административный центр сельского совета находится в 
с. Трубайцы.

## Населённые пункты совета
- с. Трубайцы
- с. Болбасовка
- с. Кулики